# Hochschule für Rechtspflege Schwetzingen

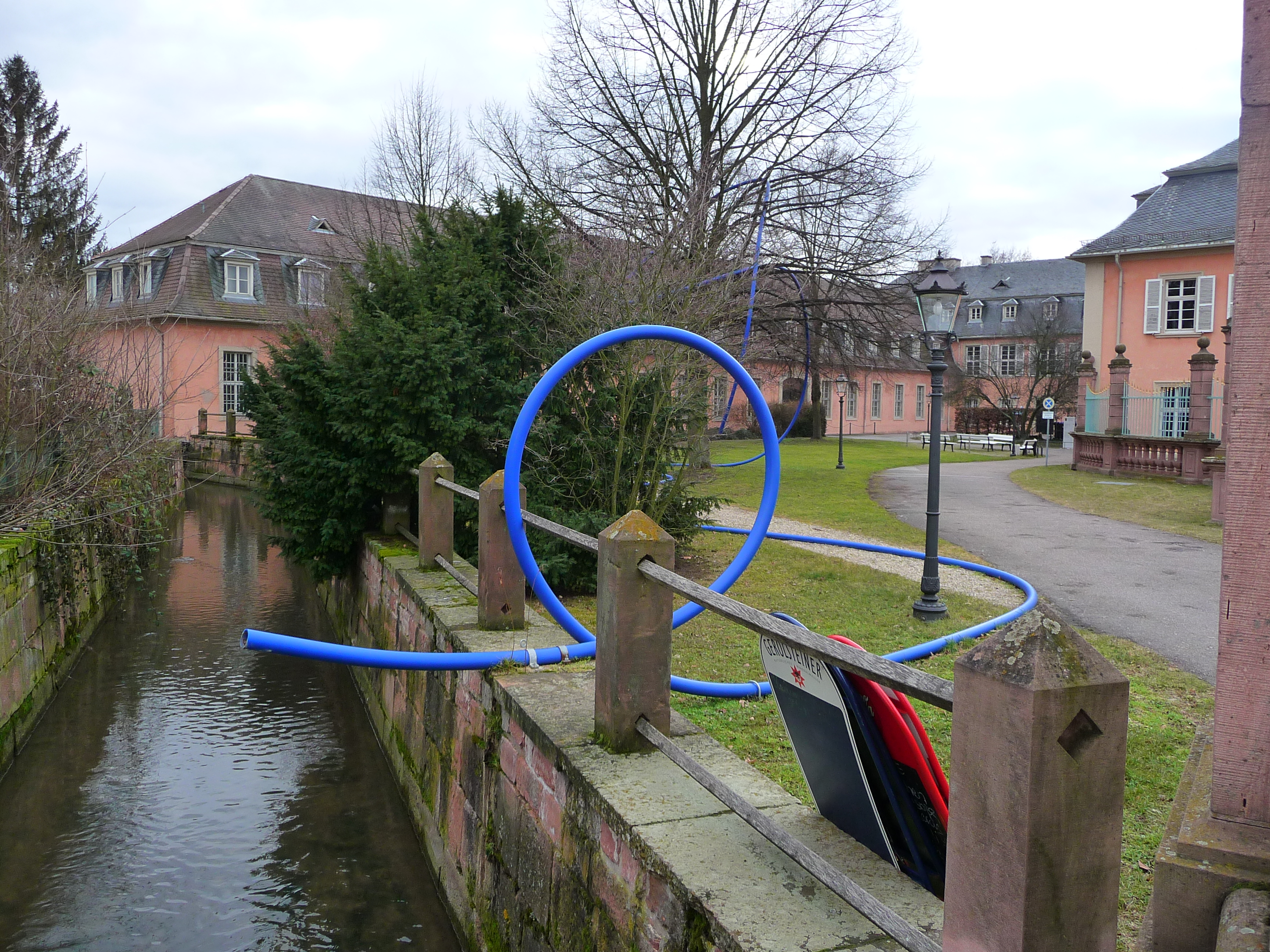
Hochschule für Rechtspflege

Die Hochschule für Rechtspflege Schwetzingen ist eine staatliche Einrichtung des Landes Baden-Württemberg in Schwetzingen. Sie ist eine interne Fachhochschule, an der Rechtspflegeranwärter der Länder Baden-Württemberg, Rheinland-Pfalz und Saarland in einem dreijährigen Studiengang zu Diplom-Rechtspflegern (FH) ausgebildet werden.
Seit dem 1. September 2016 werden an der Schwetzinger Hochschule erstmals auch Gerichtsvollzieheranwärter des Landes Baden-Württemberg in einem bundesweit einzigartigen dreijährigen Bachelorstudiengang zum Gerichtsvollzieher (LL.B.) ausgebildet.

## Geschichte
1953 eröffnete das Land Baden-Württemberg in Schwetzingen eine justizeigene Rechtspflegerschule, in der Justizbeamte des mittleren Dienstes zusammen mit Abiturienten zu Rechtspflegern ausgebildet wurden. 1979 wurde die Rechtspflegerschule in eine Fachhochschule des Landes Baden-Württemberg nach dem Fachhochschulgesetz übergeleitet. 1994 ist das Studium an der Fachhochschule hochschulorientiert reformiert worden.

## Standort
Die Hochschule bzw. deren Vorgängereinrichtungen sind seit ihrer Gründung im südlichen Schlossflügel des Schwetzinger Schlosses untergebracht. Nach umfangreichen Renovierungs- und Modernisierungsmaßnahmen 2013 konnte der Lehrbetrieb nach vorübergehender Auslagerung der Hochschule wieder am gewohnten Standort aufgenommen werden.

## Studium
Das fachwissenschaftliche Studium zum Diplom-Rechtspfleger erfolgt in zwei Studienabschnitten:

### Fachwissenschaftliches Studium I
- Dauer: 12 Monate
- Zeitraum: September des ersten Ausbildungsjahres bis Juli des ersten Ausbildungsjahres

In diesem ersten Studienabschnitt an der Hochschule werden die für die Berufspraxis erforderlichen grundlegenden Rechtskenntnisse vermittelt.

### Studienpraxis
- Dauer: 12 Monate
- Zeitraum: September des zweiten Ausbildungsjahres bis August des zweiten Ausbildungsjahres

Hierbei soll erlerntes Wissen aus dem fachwissenschaftlichen Studium I in der Praxis vertieft und dabei Arbeitsweisen erlernt werden.
Diese Phase wird an Amtsgerichten und bei Staatsanwaltschaften durchgeführt.

### Fachwissenschaftliches Studium II
- Dauer: 12 Monate
- Zeitraum: September des dritten Ausbildungsjahres bis August des dritten Ausbildungsjahres